# Chery Tiggo 3
La Chery Tiggo 3 est un modèle de véhicule métis (Crossover) compact produit par le constructeur automobile chinois Chery Automobile depuis 2014, il s'agit du successeur du Chery Tiggo sorti en 2005.

## Aperçu

### Lifting de 2014 et changement de nom
Lors du Salon de l'automobile de Pékin en 2014, un lifting a été lancé pour le Chery Tiggo et l'a renommé en Chery Tiggo 3, avec un moteur de 1,6 litre produisant 126 ch et une transmission manuelle à 5 vitesses ou une CVT,,.

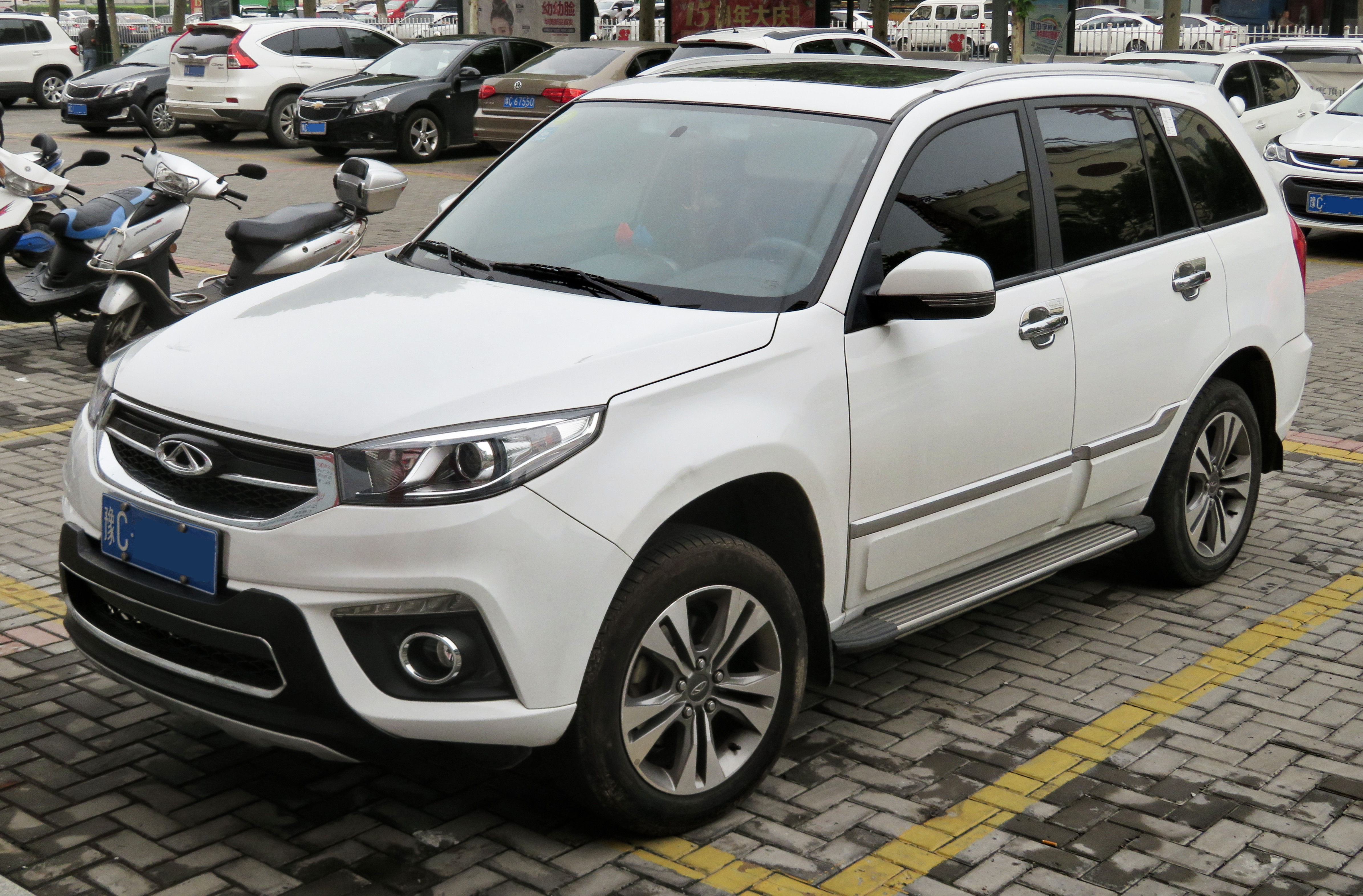
Chery Tiggo 3 avant
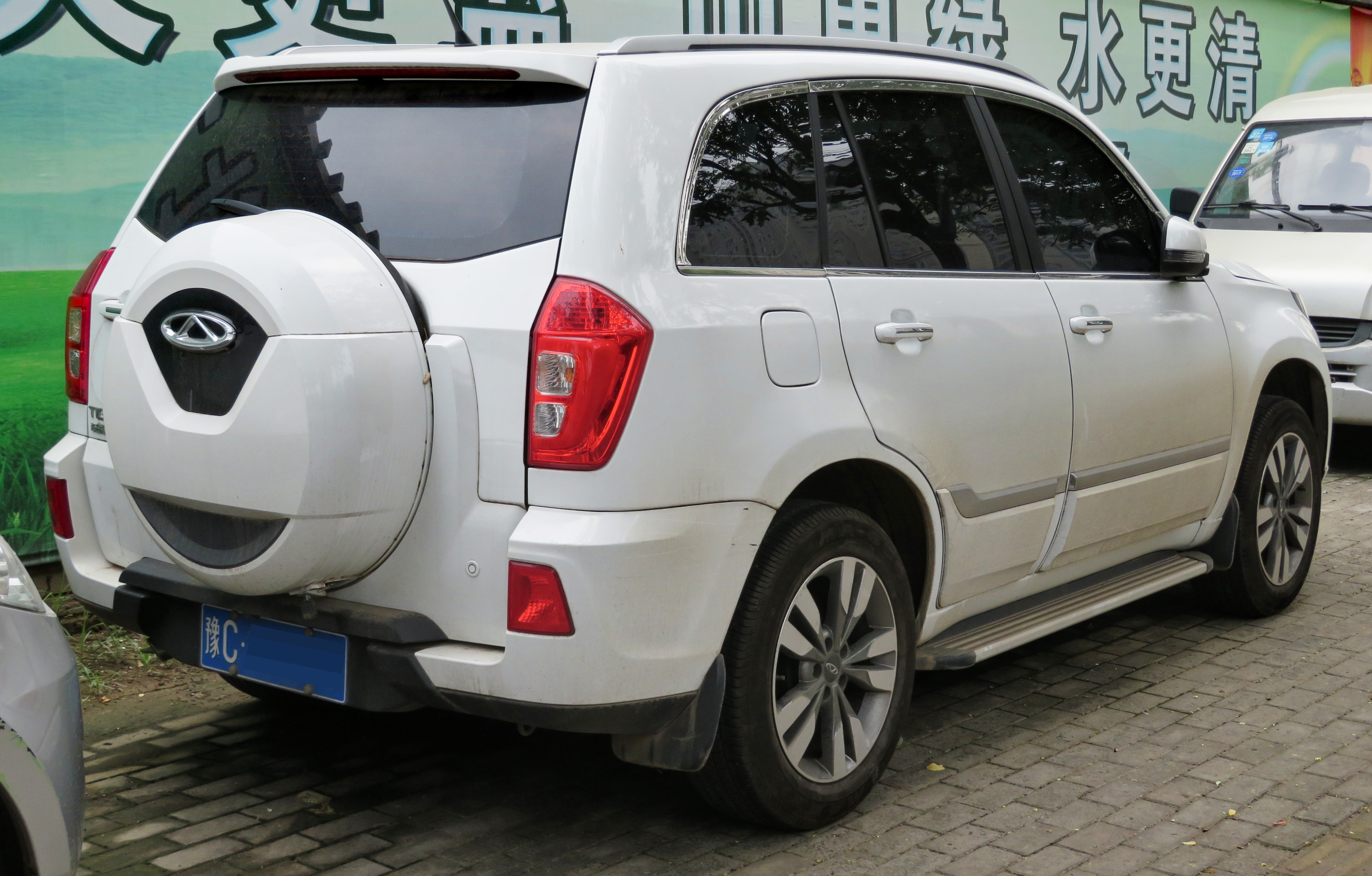
Chery Tiggo 3 arrière

### Lifting de 2020
Le Chery Tiggo 3 a reçu un autre lifting en 2019 pour l'année 2020, proposant une transmission manuelle à 5 vitesses ou une transmission automatique à 5 vitesses.

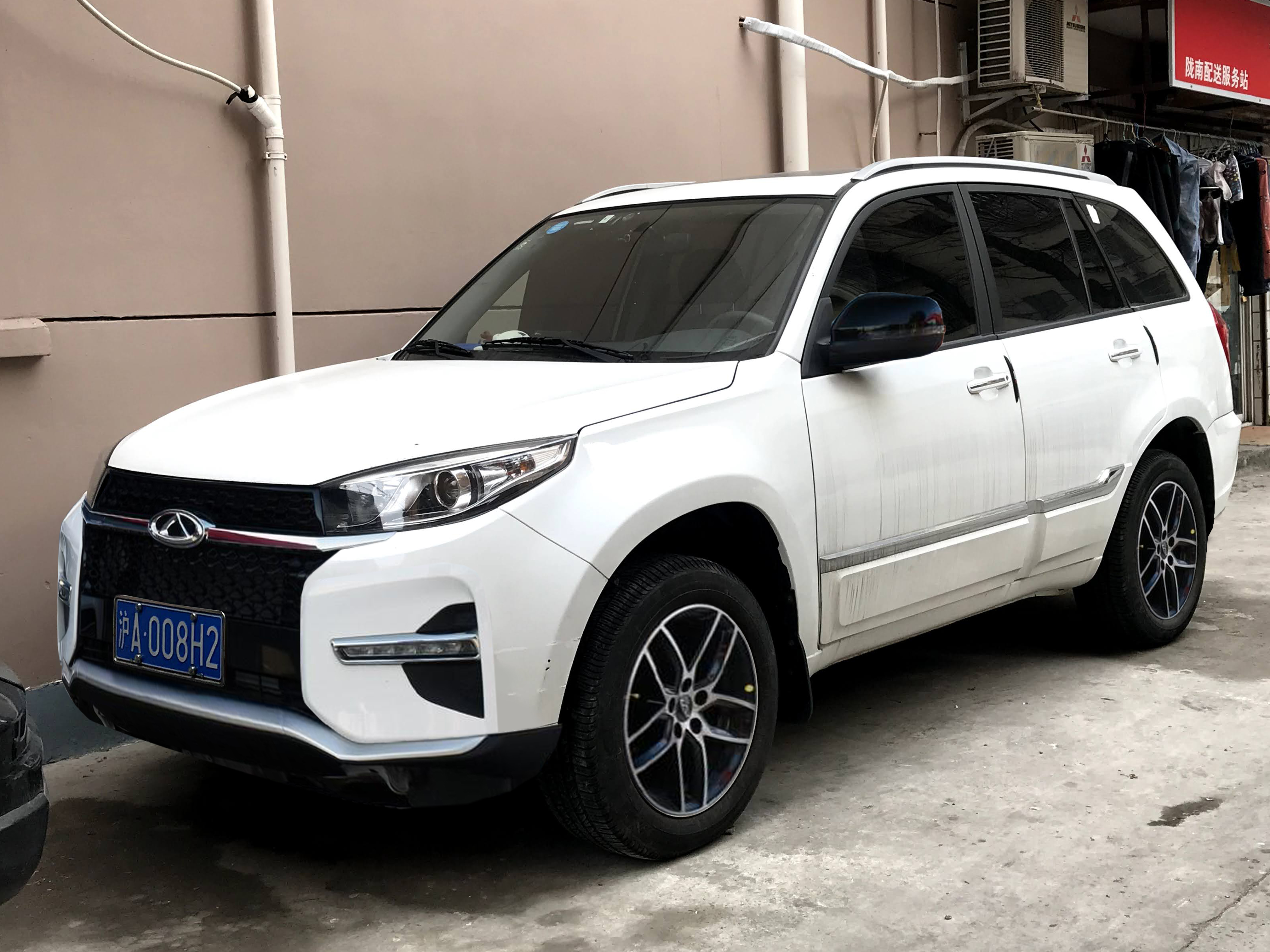
2020 Chery Tiggo 3

.